# Poa zhongdianensis
Poa zhongdianensis är en gräsart som beskrevs av Liang Liu. Poa zhongdianensis ingår i släktet gröen, och familjen gräs. Inga underarter finns listade i Catalogue of Life.